# Mesochorus abruptus
Mesochorus abruptus là một loài tò vò trong họ Ichneumonidae.